# Rogério Miranda Silva
Rogério Miranda Silva (født 24. december 1984) er en brasiliansk fodboldspiller.